# Gran Sasso
El Gran Sasso (o Gran Sasso d'Itàlia) és una serra dels Apenins.

## Descripció
Es troba a la regió dels Abruços, a la Itàlia central. El seu punt culminant és el Corno Grande, a 2912 m, alhora el cim més alt dels Apenins.
A la zona culminant de la serra es troba actualment la glacera més meridional d'Europa, una gelera de cinc hectàrees a 2700 metres d'altitud anomenada la Glacera del Calderone. Aquest honor li ve donat després de la fusió de la glacera del Veleta a Sierra Nevada (Espanya) l'estiu de 1913, fins aleshores la gelera més meridional del continent europeu.
El 22 d'agost de 2006, a la paret nord del Corno Grande, es va produir una esllavissada de grans dimensions en què es van mobilitzar entre 20.000 i 30.000 m3 de roca d'un dels promontoris que formen el cim.
L'economia de la zona està basada en la ramaderia, l'agricultura i sobretot en el turisme.

## Zones protegides
Alberga des del 1991 el Parc Nacional del Gran Sasso e Monti della Laga, de 1 500 km² d'extensió. Aquesta zona protegida comprèn el llac artificial de Campotosto, a 1.313 metres d'altitud.